# 敷波美保
敷波 美保（しきなみ みほ、1993年〈平成5年〉6月26日 - ）は、日本の気象予報士、防災士、女優。東京都出身。オフィス気象キャスター所属。

## 経歴・人物
東京都出身。千代田区立九段中等教育学校、お茶の水女子大学文教育学部芸術・表現行動学科（舞踊）卒業。
3歳よりクラシックバレエを始め、日本バレエ協会・青山劇場主催バレエ公演等多数出演。15歳の時にミュージカル初舞台を踏み、以後舞台・TV・イベント司会等で活躍。ミュージカル作品の振付も行う。
2013年にはお茶の水女子大学ミスコンテストグランプリを受賞。在学中から舞台やテレビに出演。
「しまじろうコンサート」歌のお姉さんや、千葉テレビ「ウィークリー千葉県」レポーターを経て、気象予報士に合格。資格取得後は放送局向け天気解説原稿の執筆やラジオ出演（エフエム戸塚、かわさきエフエム）を行い、2021年10月からはTOKYO MXで気象キャスターを務める。
趣味・特技はマラソン、筋トレ、クラシックバレエ。

## 出演

### テレビ番組
- ウィークリー千葉県（千葉テレビ、2017年4月15日- 2020年3月20日）
- 戦国炒飯TV 〜なんとなく歴史が学べる映像〜（2020年8月 - 2020年12月）
- TOKYO MX news FLAG （TOKYO MX、2021年10月4日 - 2024年3月29日）
- 日テレニュース24気象予報士
- デイリープラネット 金曜日・土曜日担当 (日テレニュース24、2024年9月27日 - )
- DayDay.（日本テレビ、月 - 水曜担当、2025年 - ）

### テレビドラマ
- 西郷どん（NHK総合、2018年）
- 半分、青い（NHK総合、2018年）
- ミスシャーロック（Hulu、2018年）
- 麒麟がくる（NHK総合、2020年） - 遊女ほか

### CM
- 資生堂「FWB」篇（2014年）
- リクルート「受験サプリ」篇（2014年）
- フレーベル館「保育営業」篇（2017年）
- クロネコヤマト「全員で届ける。」篇（2017年）

### 舞台
- 森は生きている（2009年）- 5月の精役
- 赤毛のアン（2010年）
- FAME（2013年）- アイリス役
- シンデレラストーリー（2013年）- シンデレラ役
- イキヌクキセキ～十年目の願い～（2013年）
- マリオネット（2014年）- グウィネヴィア役
- プロパガンダ・コクピット（2014年）
- LITTLE WOMEN～若草物語～ （2015年）
- ズボン船長（2016年）- ミミ役
- 魔女の宅急便（2017年）
- こどもちゃれんじ「しまじろうコンサート」全国公演（2014年 - 2017年）- 歌のお姉さん
- ホフマン物語 （2018年2月28日 - 2018年3月10日、新国立劇場 オペラ劇場） - ダンサー
- ズボン船長（2019年）- ミミ役
- カルメン（2019年）- ダンサー
- オリバーツイスト（2019年）- サワベリー夫人役

### インターネット
- 感情戦隊エモいんじゃー （劇団らふ、2021年 - ）

### ラジオ
- お天気コーナー （エフエム戸塚、2022年 - ）